# Vanguardia Moral de la Patria
Vanguardia Moral de la Patria fue un partido político panameño de ideología panameñista civilista. El partido se originó de la división que sufrió el Partido Panameñista en las elecciones del 2004, donde el ala civilista del Partido Panameñista (Guillermo Endara) se separó del ala conservadora (Mireya Moscoso, José Miguel Alemán) con una nómina propia apoyada por el liberal-centrista Partido Solidaridad, obteniendo el doble de los votos que la ala tradicional, aunque a costa del triunfo, resultando el socialdemócrata Partido Revolucionario Democrático ganador. Debido a diferencias entre el civilista Guillermo Endara y la dirigencia del Partido Solidaridad, el primero decide crear un nuevo partido para aglutinar a la masa civilista que lo apoyó durante las elecciones. 
Se formó en 2004 y reconocido oficialmente como tal el 3 de diciembre de 2007. Su presidente fue Guillermo Endara, Presidente de Panamá desde 1989 hasta 1994 y candidato presidencial de las elecciones generales del 2004.
Vanguardia Moral de la Patria presentó candidatos a las elecciones presidenciales, legislativas y municipales panameñas del 3 de mayo de 2009 en las que, su candidato a Presidente, Guillermo Endara, solamente había conseguido 2,38% de los votos válidos expresados (34.773 votos), obtuvo un escaño en la Asamblea Nacional y no alcanzó el mínimo de porcentaje requerido para su subsistencia como partido, y fue anunciada su disolución el 14 de mayo de 2009 mediante un boletín del Tribunal Electoral de Panamá.